# Casta: el origen de lo que nos divide
Casta: el origen de lo que nos divide es un libro de no ficción de la periodista estadounidense Isabel Wilkerson, publicado en agosto de 2020 por Random House. El libro describe el racismo en Estados Unidos como un aspecto de un sistema de castas, un sistema de estratificación social caracterizado por conceptos como la jerarquía, la inclusión y exclusión, y la pureza. Wilkerson lo hace comparando aspectos de la experiencia de las personas de color estadounidenses con los sistemas de castas de la India y la Alemania nazi, y explora el impacto de las castas en las sociedades moldeadas por las castas y las personas que las asumen.
Casta, que siguió al libro de Wilkerson de 2010 The Warmth of Other Suns, recibió elogios de la crítica y consiguió un gran impacto comercial. Ganó o fue nominado para varios premios y se destacó en las listas de libros más vendidos de no ficción y en las listas de mejores libros de fin de año.
En 2023 se estrenó la película Origin basada en el libro Casta: el origen de lo que nos divide.

## Contenido

### Pilares de casta
En Casta, Wilkerson identifica ocho "pilares de casta", o características de los sistemas de castas en varias sociedades:
- Voluntad divina: la creencia de que la estratificación social está más allá del control humano, ya sea divinamente ordenado o una ley natural, como en la historia bíblica de la maldición de Cam que se usó para justificar la inferioridad de los negros en los EE. UU.
- Heredabilidad: la creencia de que el estatus social se adquiere al nacer y es inmutable, como se codifica, por ejemplo, en la " regla de una gota " de los EE. UU. que determina la ascendencia negra.
- Endogamia: la prohibición del sexo y el matrimonio entre castas, como en las antiguas leyes contra el mestizaje de EE. UU.
- Pureza y contaminación: la creencia de que la casta dominante es "pura" y debe ser protegida contra la contaminación por parte de las castas inferiores, como se muestra en la segregación de instalaciones para bañarse, comer, educarse, etc. en la era de las Leyes Jim Crow de EE. UU.
- Jerarquía ocupacional: la reserva de las ocupaciones más deseables para las castas superiores, tal como está consagrado en las leyes Jim Crow de EE. UU. que restringían a los negros a la agricultura o al trabajo doméstico.
- Deshumanización y estigma: la negación de la individualidad y la dignidad humana de las personas de castas inferiores, a través de los diversos castigos y restricciones arbitrarios a los que estaban sujetos los negros esclavizados y libres en los EE. UU., hasta los juegos de carnaval racistas.
- Terror y crueldad: como medio de hacer cumplir el sistema de castas y controlar a las personas de castas inferiores, como azotar a los esclavos o linchamiento en Estados Unidos a los negros.
- Superioridad e inferioridad inherentes de castas: la creencia de que las personas de una casta son inherentemente superiores a las de otras castas, expresada, por ejemplo, en restricciones en la vestimenta o demostraciones de estatus por parte de personas de castas inferiores ("como conducir un automóvil").

Wilkerson ilustra estos pilares a través de ejemplos de tres sistemas de castas: los de la India, la Alemania nazi y los Estados Unidos.

### Aspectos y consecuencias de la casta
Continúa describiendo los "tentáculos de casta": las diversas formas en que una sociedad con sistema de castas impregna el funcionamiento de una sociedad infectada por él. Estos incluyen los esfuerzos de las personas de las castas superiores por conservar su estatus social superior incluso cuando su estatus económico se derrumba (de ahí la "necesidad de un peldaño inferior", o la necesidad percibida de evitar el éxito de las castas inferiores), los sesgos inconscientes incrustados en la cultura social que perpetúan el sistema de castas, o la función de las personas de castas inferiores como chivos expiatorios. En su opinión, el marco de castas también ayuda a explicar la participación de personas de castas inferiores (kapo en judíos, policías negros) en la opresión de sus compañeros de casta: los sistemas de castas se perpetúan a sí mismos al recompensar a las personas de castas inferiores que cumplen con el sistema, manteniendo así divididas a las castas inferiores.
Wilkerson continúa describiendo las "consecuencias de la casta", que degradan a las personas de todas las castas. Entre ellos se encuentran el "narcisismo de casta", que hace que la cultura gire e idealice a la casta dominante, o el síndrome de Estocolmo que sirve como mecanismo de supervivencia para las personas de castas inferiores pero ayuda a mantenerlas cautivas, o el estrés fisiológico que experimentan las personas de castas inferiores, gente de casta que reduce su esperanza de vida. Wilkerson aborda los mecanismos de reacción contra los intentos de trascender el sistema de castas, como lo demuestra el primer presidente estadounidense de casta inferior que fue sucedido por un intento de reforzar el sistema, y la importancia de los "símbolos de casta", como esvásticas o Wilkerson, en la perpetuación del sistema. Concluye que las sociedades en manos de un sistema de castas pagan un precio muy alto por ello: la desconfianza entre las castas se traduce en sistemas de justicia penal brutales y sistemas de bienestar social o de salud pública mínimos o disfuncionales, y como resultado, una reducción en el bienestar de las personas, para todos excepto los más ricos, en comparación con otras sociedades. En opinión de Wilkerson, el desempeño comparativamente pobre de EE. UU. en la contención de la pandemia de COVID-19 y la alta tasa a la que afecta a los estadounidenses de castas más bajas son un ejemplo de tales efectos.
Finalmente, Wilkerson pregunta si puede existir un "mundo sin castas que nos liberaría a todos". Concluye que es posible, como en el desmantelamiento del nazismo después de la Segunda Guerra Mundial, pero que requiere tanto la valentía de los individuos como un enorme esfuerzo de voluntad colectiva, especialmente por parte de la casta dominante, dado que los sistemas de castas, como una enfermedad crónica, están integrados en las sociedades y las configuran.

### Raza y casta
Wilkerson argumenta que las construcciones sociales de raza y casta no son sinónimos, sino que "pueden y coexisten en la misma cultura y sirven para reforzarse mutuamente. La raza, en los Estados Unidos, es el agente visible de la fuerza invisible de la casta. La casta son los huesos, la raza es la piel.”

## Adaptación cinematográfica
En octubre de 2020, Netflix anunció que produciría una adaptación cinematográfica del libro que se titularía Origin y sería dirigida por Ava DuVernay. 

## Recepción
Según el redactor crítico de Book Marks y su organización matriz, Literary Hub, el libro ha recibido elogios de la crítica. Habiendo analizado 35 reseñas del libro utilizando su sistema de calificación de cuatro niveles, categorizando 21 como "rave", 4 como "positivas", 9 como "mixtas" y 1 como "pan", Literary Hub lo nombró número uno en "No ficción mejor reseñada de 2020". La única crítica negativa ("pan") registrada, provino de Tunku Varadarajan  escribiendo para The Wall Street Journal. El libro recibió críticas destacadas en Publishers Weekly, The Library Journal, Kirkus, y Booklist, y también fue revisado por Kwame Anthony Appiah,  Dwight Garner, Gillian Tett,  Fatima Bhutto, Kenneth W. Mack, Sunil Khilnani,  Gaiutra Bahadur, Emily Bernard,  Lauren Michele Jackson,  Carlo Wolff, Colin Grant,  Mihir Bose, Matthew Syed, y Yashica Dutt,  entre otros.
Kwame Anthony Appiah, para el artículo de portada de The New York Times Book Review en agosto de 2020, escribió que el libro es "elegante y persuasivo" y que "está bellamente escrito y es a la vez doloroso de leer". Dwight Garner, en The New York Times, describió a Casta como "un clásico estadounidense y, con certeza, el libro estadounidense de no ficción, clave del siglo, hasta el momento". Publishers Weekly escribió de Casta que es una "historia social poderosa y extraordinariamente oportuna" en su reseña destacada del libro. El Chicago Tribune escribió que Casta estaba "entre los mejores" libros del año, mientras que The Washington Post calificó el epílogo como "una oración por un país en dolor, que ofrece nuevas direcciones a través de un lenguaje profético".
Tunku Varadarajan dio al libro una crítica mixta, escribiendo que Wilkerson "nunca ofrece un argumento convincente de por qué la historia y la sociedad estadounidenses se examinan mejor a través de la lente de la casta que de la raza" y "apenas reconoce que la América moderna ha hecho grandes avances para abordar el racismo"  La revista Time llamó al libro un "nuevo marco transformador a través del cual comprender la identidad y la injusticia en Estados Unidos".  El New York Journal of Books elogió el trabajo de Wilkerson y escribió: "Casta se basa en gran medida en la poderosa combinación de narrativa, investigación y visión visionaria y amplia que hizo en el libro The Warmth of Other Suns de Wilkerson, el estudio contemporáneo definitivo de los afroamericanos del siglo XX". Gran Migración del siglo XX desde el sur de Jim Crow a las ciudades del norte, medio oeste y oeste. Profundiza en la resonancia de ese libro (una hazaña aparentemente imposible), al profundizar más explícitamente en la jerarquía racial omnipresente que trasciende la región y el tiempo". 
Oprah Winfrey, después de elegir el libro para su selección del club de lectura de verano/otoño de 2020, dijo: "De todos los libros que he elegido para el club de lectura a lo largo de las décadas, no hay otro que sea una lectura más esencial que este."  El libro también fue catalogado como uno de los libros favoritos de Barack Obama en 2020.

## Premios y reconocimientos
Entre los reconocimientos de Casta se incluyen el premio Goodreads Choice de historia y biografía de 2020, el premio AudioFile Earphones por la edición de audiolibros de 2020,  el premio literario Carl Sandburg y el premio de la Fundación Axinn de la Universidad de Nueva York. El libro fue finalista del Premio Kirkus 2020, el Premio del Círculo Nacional de Críticos de Libros 2020 y el Premio PEN/John Kenneth Galbraith de no ficción 2021. Casta fue preseleccionado para el National Book Award for Nonfiction 2020,  el PEN/Jean Stein Book Award 2021,  y la Andrew Carnegie Medal for Excellence in Nonfiction 2021. En diciembre de 2020, Literary Hub analizó 41 listas de mejores libros de fin de año e informó que el libro estaba entre los más recomendados del año, con quince de las listas analizadas. Las listas incluyen Time, que colocó a Casta en la parte superior de su lista de los 10 mejores libros de no ficción de 2020, calificándolo como un "trabajo electrizante que reformula la injusticia y la inequidad en los EE. UU." 
| Año  | Otorgar                              | Categoría | Resultado | Ref(s) |
| ---- | ------------------------------------ | --- | --------- | ------ |
| 2020 | Premio a la elección de Goodreads    | rowspan="" style="background-color:none;color:black; text-align:center; vertical-align:middle;" \|            | [ 1 ]     |        |
| 2020 | Premios de auriculares AudioFile     | | [ 2 ]     |        |
| 2020 | Premio Nacional del Libro            | rowspan="" style="background-color:none;color:black; text-align:center; vertical-align:middle;" \| (longlist) | [ 29 ]    |        |
| 2020 | Premio Kirkus                        | rowspan="" style="background-color:none;color:black; text-align:center; vertical-align:middle;" \| (finalist) |           |        |
| 2020 | Premio al libro de Los Ángeles Times | rowspan="" style="background-color:none;color:black; text-align:center; vertical-align:middle;" \|            | [ 33 ]    |        |
| 2021 | Premio al libro PEN/Jean Stein       | rowspan="" style="background-color:none;color:black; text-align:center; vertical-align:middle;" \| (longlist) | [ 30 ]    |        |
| 2021 | Premio PEN/John Kenneth Galbraith    | rowspan="" style="background-color:none;color:black; text-align:center; vertical-align:middle;" \| (finalist) | [ 34 ]    |        |

## Detalles del lanzamiento
El libro se convirtió en el best-seller de no ficción número uno del New York Times a principios de noviembre de 2020  y, a partir de la edición del 10 de enero de 2021, ha pasado 21 semanas en la lista combinada de los más vendidos de no ficción. También es un éxito de ventas en  USA Today, debutó el 13 de agosto de 2020, y el libro alcanzó el puesto número tres y ha pasado 21 semanas en la lista desde el 5 de enero de 2021. Según Publishers Weekly, el libro había vendido más de medio millón de copias al cierre de 2020.
- De tapa dura:Wilkerson, Isabel (4 de agosto de 2020). Caste: The Origins of Our Discontents. New York: Random House. ISBN 978-0-593-23025-1. OCLC 1147928120. Casta: los orígenes de nuestro descontento . Nueva York: Random House. ISBN 978-0-593-23025-1 . OCLC 1147928120 . (496 págs. )
- Digital:Wilkerson, Isabel (4 de agosto de 2020). Caste: The Origins of Our Discontents. New York: Random House. ISBN 978-0-593-23026-8. OCLC 1147928120. Casta: los orígenes de nuestro descontento . Nueva York: Random House. ISBN 978-0-593-23026-8 . OCLC 1147928120 . (496 págs. )
- Audiolibro (CD):Wilkerson, Isabel (18 de agosto de 2020), Caste: The Origins of Our Discontents, Robin Miles, New York: Random House Audio, ISBN 978-0-593-39669-8, OCLC 1176245188.  (870 minutos)
- Audiolibro (MP3):Wilkerson, Isabel (4 de agosto de 2020), Caste: The Origins of Our Discontents, Miles, Robin, New York: Random House Audio, ISBN 978-0-593-33980-0, OCLC 1182631574.  (867 minutos)